# المعهد الدبلوماسي الأردني
تأسس المعهد الدبلوماسي الأردني (JID) في عام 1994 استجابة للحاجة إلى تطوير الأداء الدبلوماسي لمواكبة التطورات الجديدة في الدبلوماسية ووسائل الاتصال ونقل البيانات. يهدف المعهد إلى خدمة المجتمع وتنمية الموارد البشرية من خلال التدريب والبحث في مجالات الدبلوماسية والاستراتيجية والدراسات الدولية وإبراز دور الحضارة العربية الإسلامية في تطوير العلاقات الدولية.